# Berliner Stadtreinigungsbetriebe
Die Berliner Stadtreinigungsbetriebe (BSR) sind ein Dienstleistungsunternehmen des Landes Berlin und verantwortlich für Müllabfuhr, Straßenreinigung und Abfallbehandlung.
Die BSR entsorgt den Berliner Haus-, Bio- und Sperrmüll und ist in einigen Stadtgebieten auch für die Leerung der Wertstofftonnen zuständig. Außerdem halten die Beschäftigten Straßen, Plätze sowie ausgewählte Parks sauber und sorgen im Winter für sichere Fahrbahnen. Darüber hinaus betreibt die BSR unter anderem das Berliner Müllheizkraftwerk, eine Biogasanlage sowie 14 Recyclinghöfe.
Die BSR ist der Senatsverwaltung für Wirtschaft, Energie und Betriebe unterstellt. Mit rund 6200 Beschäftigten gehört sie zu den größten Arbeitgebern Berlins und ist der größte kommunale Entsorger in Deutschland.

## Geschichte

### 1875–1990
Ab 1. Oktober 1875 wurde durch königliche Kabinettsorder die gesamte öffentliche Straßenreinigung der Stadt Berlin ein Teil der kommunalen Selbstverwaltung. 1894 gründeten die Berliner Hauseigentümer die Wirtschaftsgenossenschaft Berliner Grundbesitzer GmbH zur Müllbeseitigung, um von den privaten Abfuhrunternehmen unabhängig zu sein. Am 14. Oktober 1922 erfolgte die Gründung der Berliner Müllabfuhr-Aktiengesellschaft (BEMAG). An dem Gesellschaftskapital war die Kommune zu einem Viertel beteiligt, hatte sich allerdings durch den Aufsichtsratsvorsitz (Oberbürgermeister) die Oberaufsicht gesichert. Die Betriebsleitung übernahm am 1. Dezember 1924 Gustav Erdmann, der noch im gleichen Monat ein 1200 m² großes Grundstück an der Burg- und Poststraße erwarb (Die Burgstraße führte zu dieser Zeit noch bis zur Mühlendammbrücke und wurde im Bereich zwischen der Mühlendammbrücke und der Rathausbrücke am 15. November 1978 aufgehoben). Sukzessive erwarb die Stadt Aktienanteile der Gesellschaft, 1927 lagen sie bei 85,8 Prozent. Erdmann wurde in der Zeit des Nationalsozialismus beurlaubt und erst nach dem Ende des Zweiten Weltkrieges von der Alliierten Kommandantur wieder eingesetzt. Ab 1. April 1935 wurde die BEMAG in eine Städtische Müllbeseitigungsanstalt umgewandelt. Auf dem von Erdmann erworbenen Grundstück baute der Architekt Paul Baumgarten ein Gebäude zum Verwaltungssitz der BEMAG um, das im Jahr 2023 unter Denkmalschutz steht (Heutige Adresse: Poststraße 13/14; BEMAG-Haus).
Auf Befehl der Alliierten Kommandantur entstand am 27. August 1945 die Großberliner Straßenreinigung und Müllabfuhr. Der Viermächte-Status führte zur Spaltung der Stadtverwaltung und damit auch des Stadtreinigungsbetriebes. Während das im Ostteil Berlins ansässige Unternehmen nach der Spaltung der Stadt dort bis 1976 unter gleichem Namen fortgeführt wurde, begann in Berlin (West) 1948 der Aufbau eines neuen Entsorgungsbetriebes.
1951 erfolgte eine Neugründung unter dem Namen Berliner Stadtreinigung (BSR) und wurde 1967 in einen städtischen Eigenbetrieb umgewandelt.

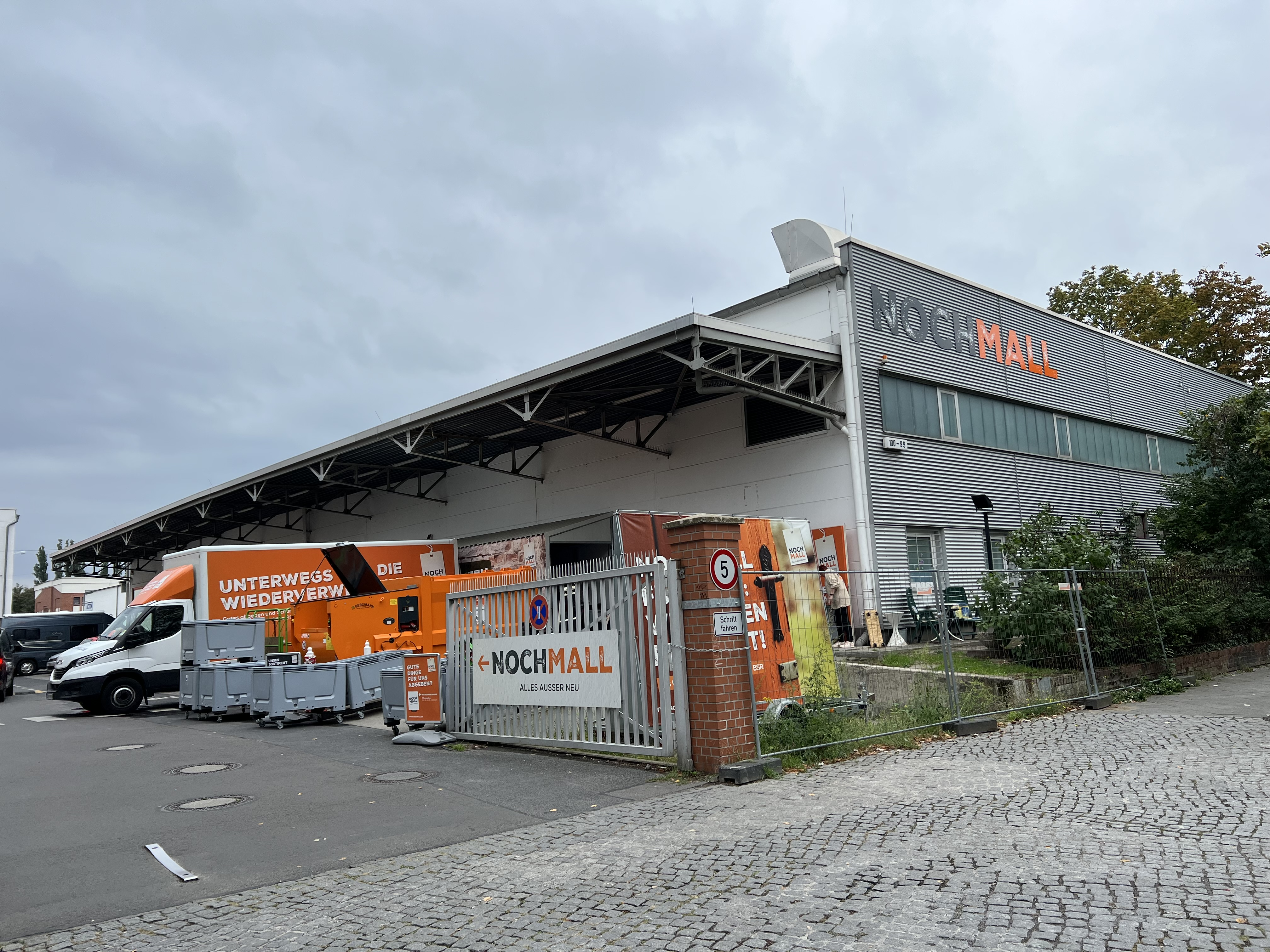
2020 eröffnetes Gebrauchtwarenkaufhaus der BSR

### Seit 1990
Nach der Wende erfolgte 1992 die Fusion mit der Stadtreinigung Berlin (SB), die 1991 aus dem VEB Kombinat Stadtwirtschaft Berlin hervorgegangen war. Seit dem 1. Januar 1994 sind die Berliner Stadtreinigungsbetriebe eine Anstalt des öffentlichen Rechts.
Im Jahre 2000 wurde die Berlin Recycling GmbH, eine hundertprozentige Tochter der BSR, gegründet. Mit rund 300 Mitarbeitern und einer Flotte von 100 Fahrzeugen zählt sie zu einem der größten überregionalen Wertstoff- und Entsorgungsunternehmen in Berlin und bedient 75.000 Kunden im Berliner Stadtgebiet und Umland. Seit 2011 ist die Gesellschaft Titelsponsor der Berlin Recycling Volleys.
2005 und 2012 wurden die Stadtreinigungsbetriebe mit dem Integrationspreis für die vorbildliche Beschäftigung schwerbehinderter Menschen im Land Berlin ausgezeichnet, 2014 für den Deutschen Nachhaltigkeitspreis in der Kategorie „Deutschlands nachhaltigste Marken 2014“ nominiert.
Im Jahr 2008 wurde der Verein Saubere Zeiten e. V. gegründet, der Exponate zur Geschichte der Berliner Stadtreinigung und Müllentsorgung sammelt.
Die Übernahme von Reinigungsarbeiten in zwölf Berliner Parks durch die BSR startete im Jahr 2016 durch ein Pilotprojekt. In der Regel sind weiterhin die bezirklichen Grünflächenämter für die Reinigung dieser Bereiche verantwortlich. 2021 ist die BSR für die Reinigung von 79 Parks und Grünanlagen sowie mehreren Schwerpunktbereichen in 17 Forstrevieren zuständig.

## Unternehmen

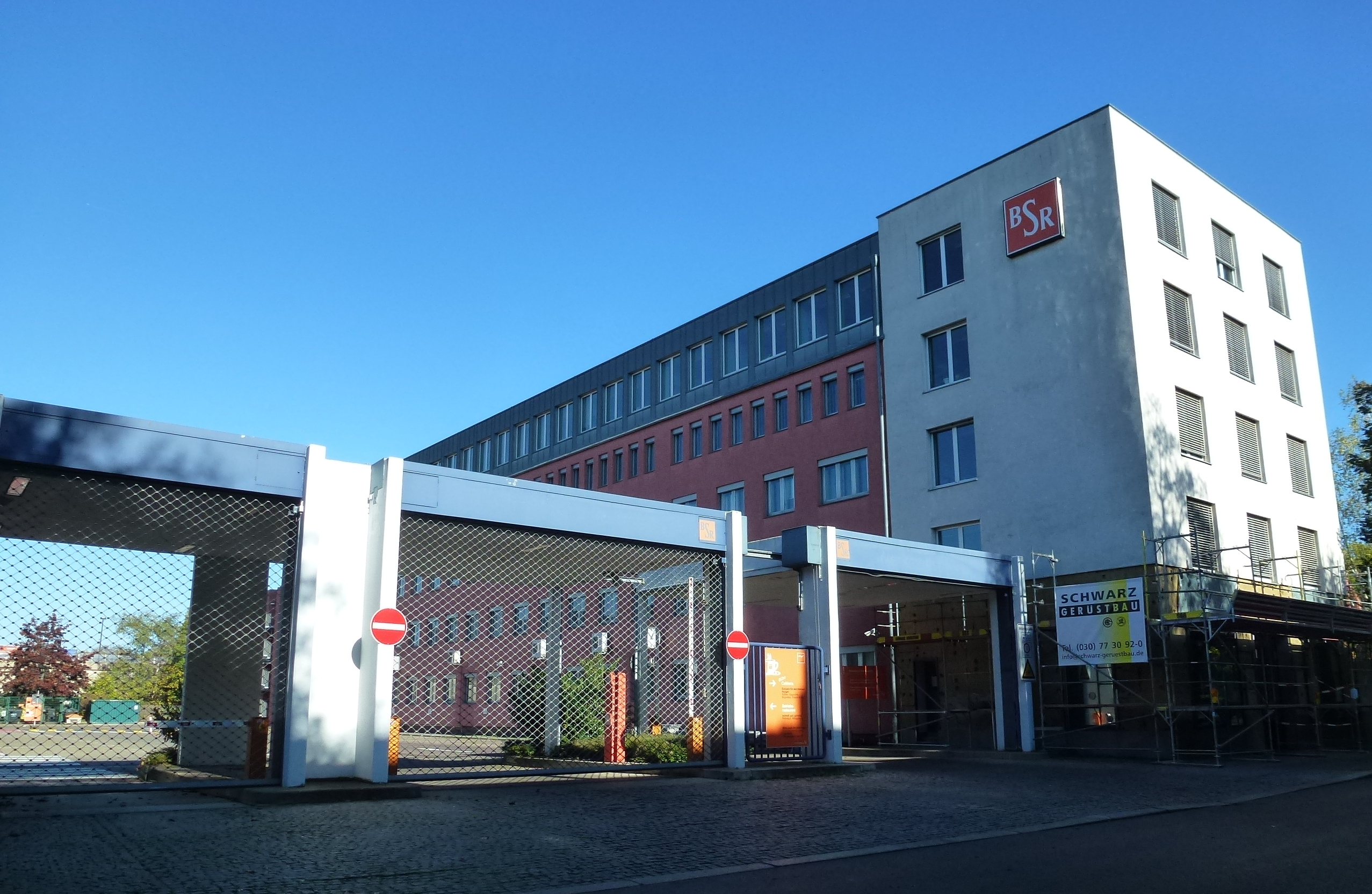
Sitz der BSR in Berlin-Tempelhof

### Aufgaben
Die BSR sind in der Rechtsform einer Anstalt des öffentlichen Rechts (AöR) organisiert. Nach dem Berliner Betriebe-Gesetz (BerlBG) insbesondere für folgende hoheitlichen Aufgaben zuständig:
- die Abfallentsorgung für Berlin gemäß § 5 Kreislaufwirtschafts- und Abfallgesetz Berlin,
- die Straßenreinigung für Berlin,
- die Reinigung von öffentlichen Grün- und Erholungsanlagen sowie landeseigenen Waldflächen mit besonderer Bedeutung für die Stadtsauberkeit und
- die Wahrnehmung sonstiger Aufgaben, die insbesondere der Sauberhaltung des Stadtgebietes sowie der Erfüllung der Verkehrssicherungspflicht dienen.

Im Rahmen der Abfall- und Wertstoffwirtschaft und des Umweltschutzes können daneben weitere Geschäfte und Tätigkeiten aller Art übernommen werden. Die hoheitlichen Leistungen finanzieren die BSR gemäß BerlBG über Gebühren sowie im Bereich der Reinigung zusätzlich über eine anteilige Kostenerstattung des Landes Berlin. Die Gebühren werden für eine zweijährige Kalkulationsperiode kostendeckend ermittelt. Über ihren hoheitlichen Auftrag hinaus können sich die BSR auch gewerblich betätigen und Geschäfte und Tätigkeiten aller Art, die mit der Abfall- und Wertstoffwirtschaft sowie dem Umweltschutz zusammenhängen, übernehmen. Hierbei finanzieren sie sich aus Erlösen auf der Basis freier Preisbildung. Das gewerbliche Geschäft ist darauf ausgerichtet, Gewinne zu erzielen und damit einen Ergebnisbeitrag für das Land Berlin zu leisten. Weiterhin dient das gewerbliche Geschäft der Verlängerung der Wertschöpfungstiefe sowie der Erschließung neuer Geschäftsfelder. Die aktuellen Schwerpunkte liegen dabei auf der Sammlung, Sortierung und Verwertung wertstoffhaltiger Abfälle, insbesondere von Gewerbeabfall, Papier, Glas, Speiseresten sowie Elektro- und Elektronikaltgeräten, der Bodenreinigung, der Vermarktung von Gebrauchtwaren und der Förderung von Wiederverwendungsmaßnahmen.

### Vorstand
Die Berliner Stadtreinigung BSR ist ein kommunales Unternehmen. Als Anstalt öffentlichen Rechts wird sie vom Vorstand geführt.

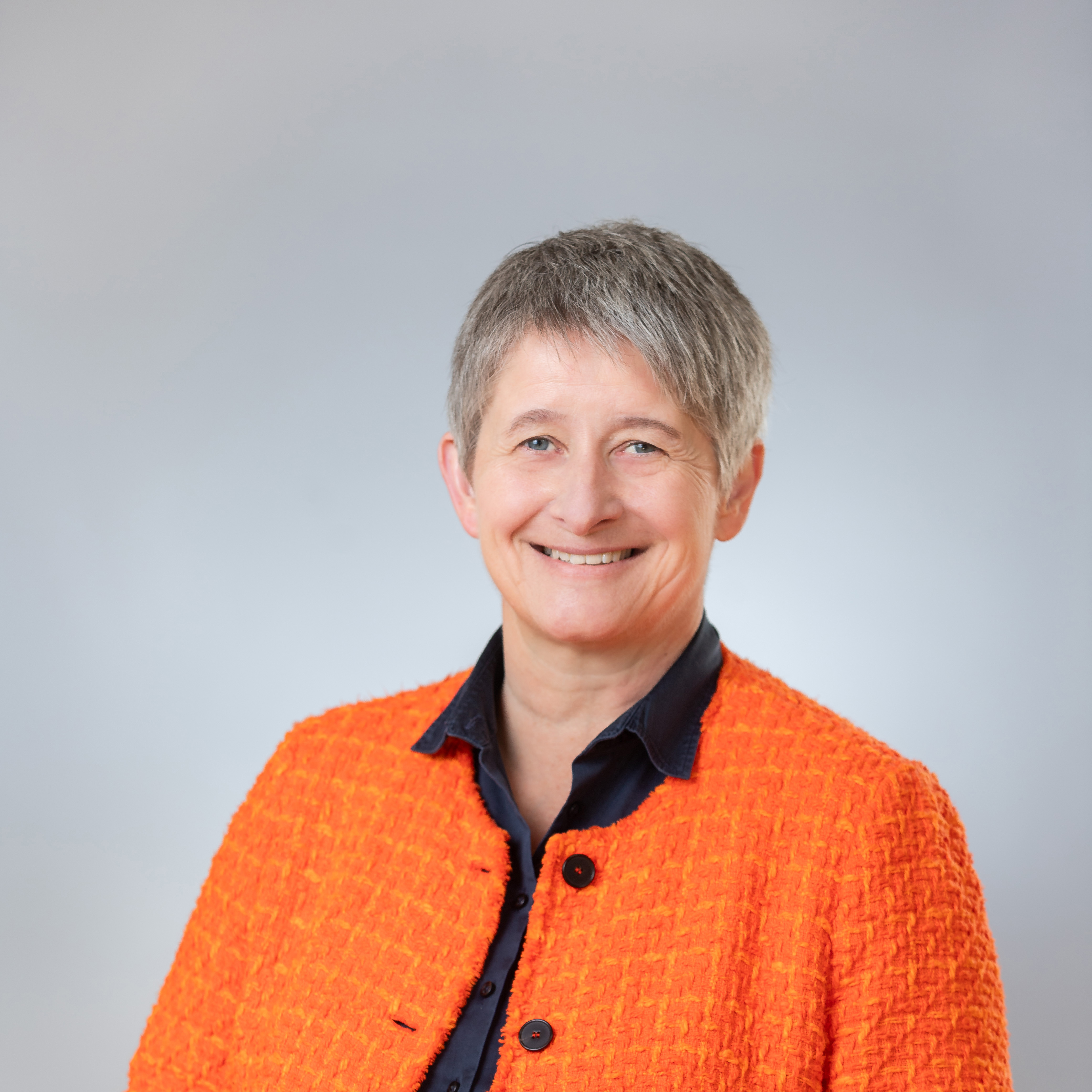
Stephanie Otto Vorstandsvorsitzende
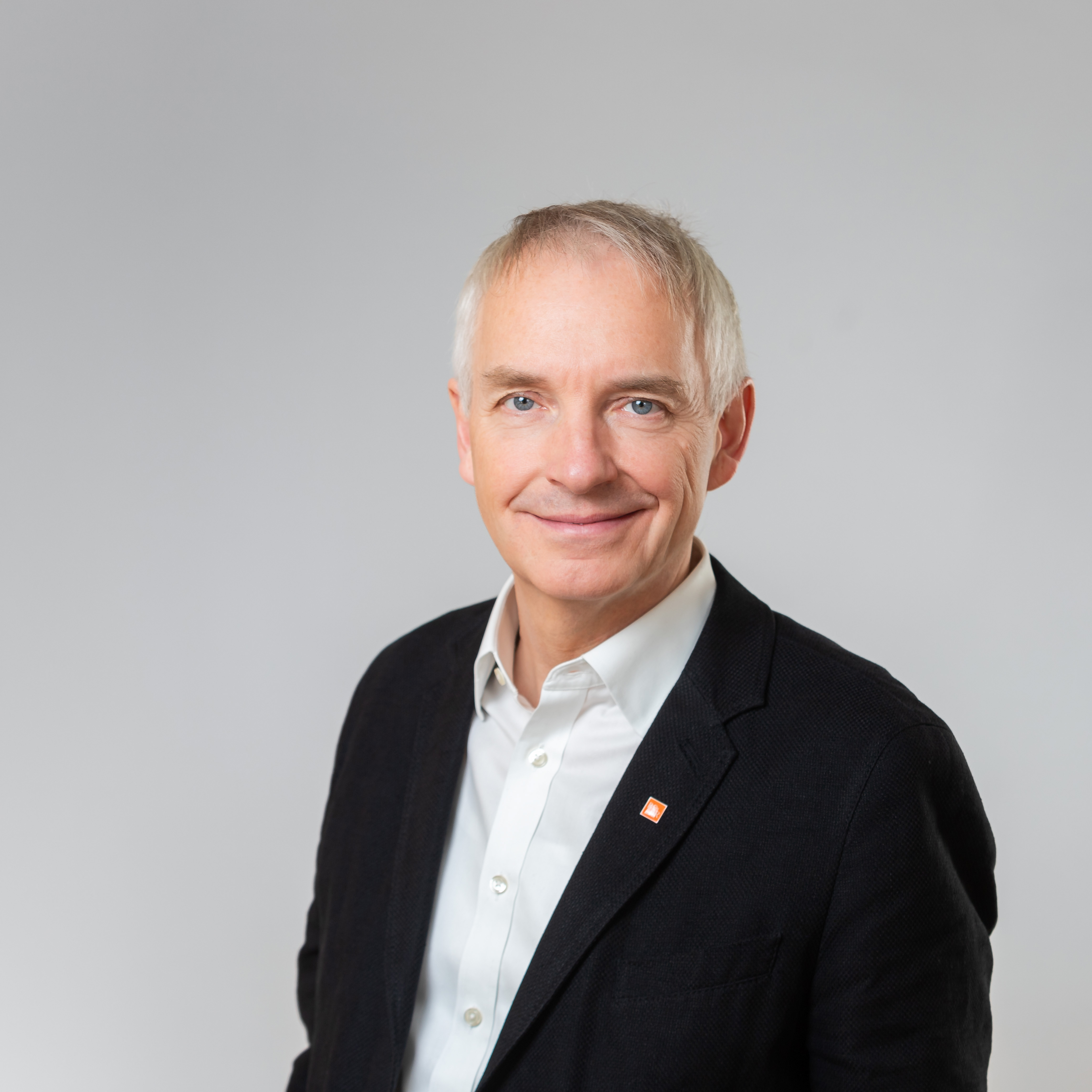
Martin Urban Vorstand Personal, Soziales und technische Dienstleistungen
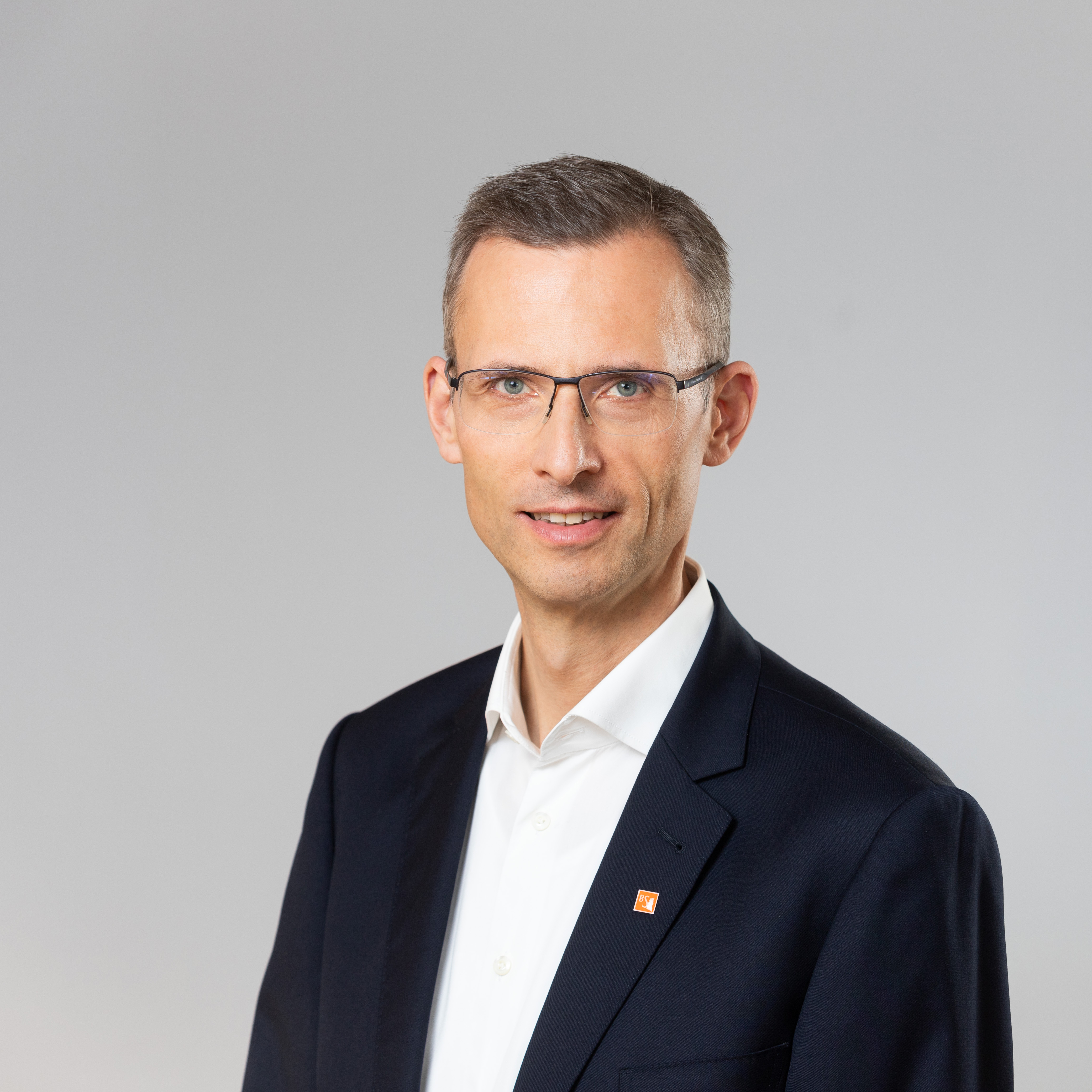
Christoph Vielhaber Vorstand Finanzen und Digitalisierung

### Kennzahlen

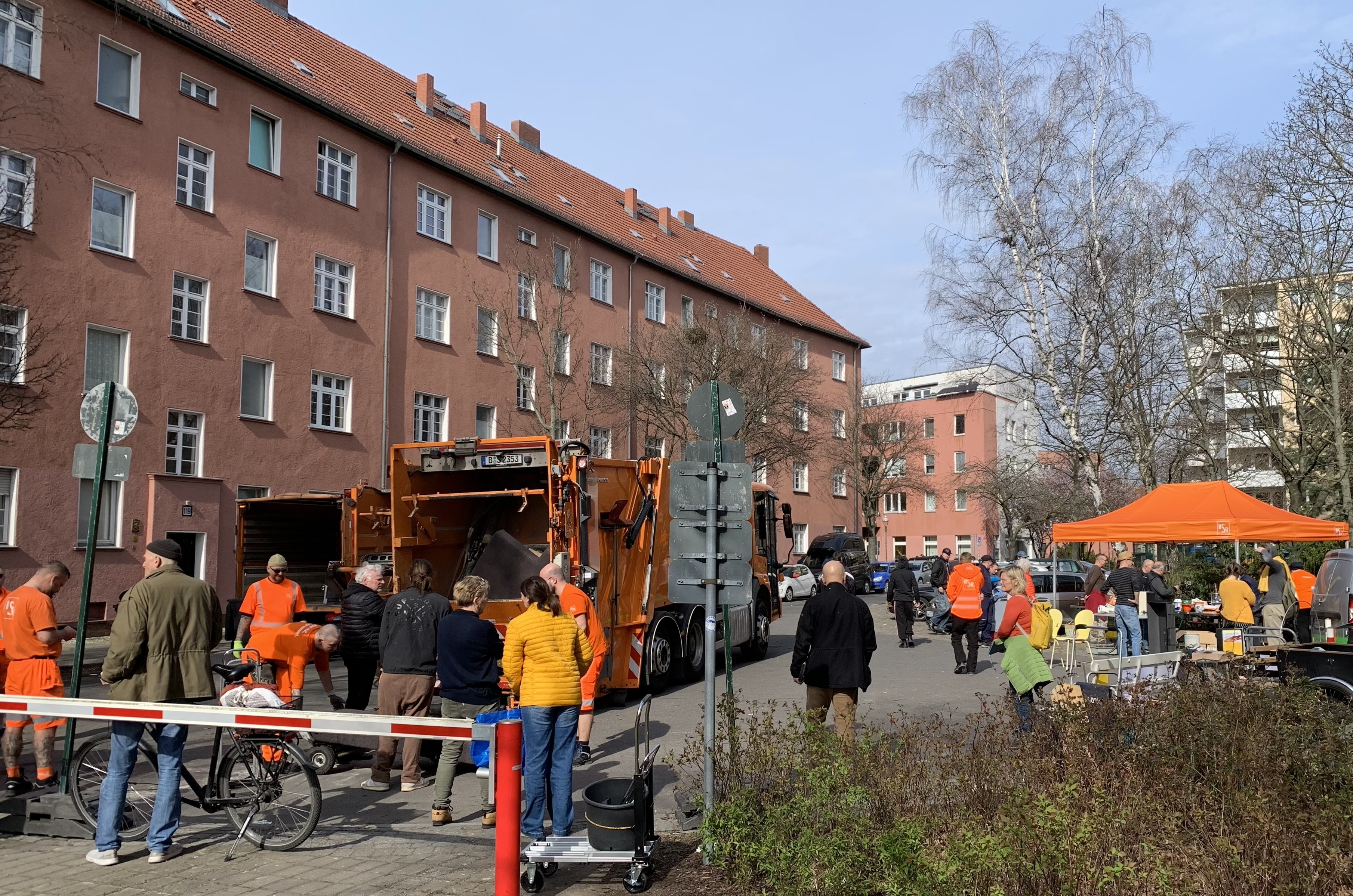
Sperrmüllentsorgung am BSR Kieztag

- Die Anzahl der Mitarbeiter (Stichtag 31. Dezember 2022): 6.201, davon
  - in der Abfallwirtschaft: ca. 2.142 Beschäftigte
  - in der Straßenreinigung: ca. 2.757 Beschäftigte
  - 233 Auszubildende.[9]
- Der Fuhrpark umfasst etwa 1.700 Fahrzeuge.[10]
- Umsatzerlöse 2022: 670.303 TEUR[9]
- Jahresüberschuss 2022: 29.168 TEUR (hoheitliches Ergebnis: 14.169 TEUR)
- Eigenkapital 2022: 181.906 TEUR[9]
- Vorstandsbezüge: Die drei Mitglieder des Vorstands bezogen 2020 insgesamt 907 Tsd. Euro.[9]

## Betriebsbereiche
Das Kerngeschäft gliedert sich in die Bereiche Müllabfuhr, Straßenreinigung und Winterdienst.

### Bereich Müllabfuhr
Der Hausmüll wird durch Fahrzeuge von vier Betriebshöfen (Forckenbeckstraße, Gradestraße, Malmöer Straße, Nordring) eingesammelt. Daneben existieren 14 Recyclinghöfe mit Integration der Sonderabfallwirtschaft.
Im Jahr 2017 wurden 851.722 Tonnen überlassungspflichtige Siedlungsabfälle und 36.838 Tonnen Sperrmüll angenommen. 2,66 Millionen Kunden besuchten die 15 Recyclinghöfe der BSR.
2011 führte die BSR die Orange Box flächendeckend in Berlin ein. In dieser sollten Wertstoffe wie Elektromüll, unbehandeltes Holz oder Metallteile gesammelt werden. 2010 hatte das Entsorgungsunternehmen Alba geplant, selber eine solche Tonne in einem Großteil der Berliner Haushalte aufzustellen (Gelbe Tonne plus), war aber am Widerstand der kommunalen Müllentsorgung gescheitert.

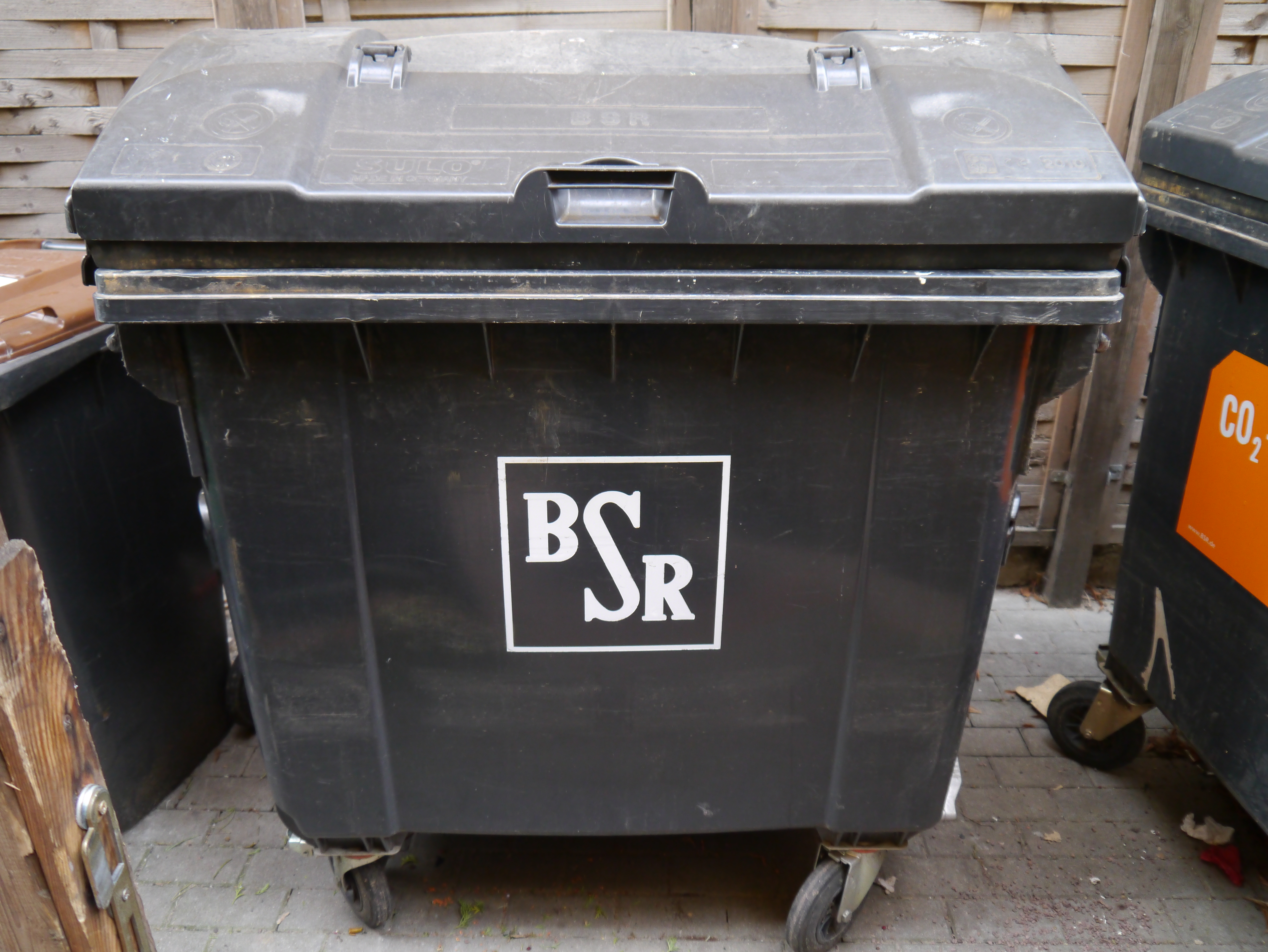
Hausmüll-Container
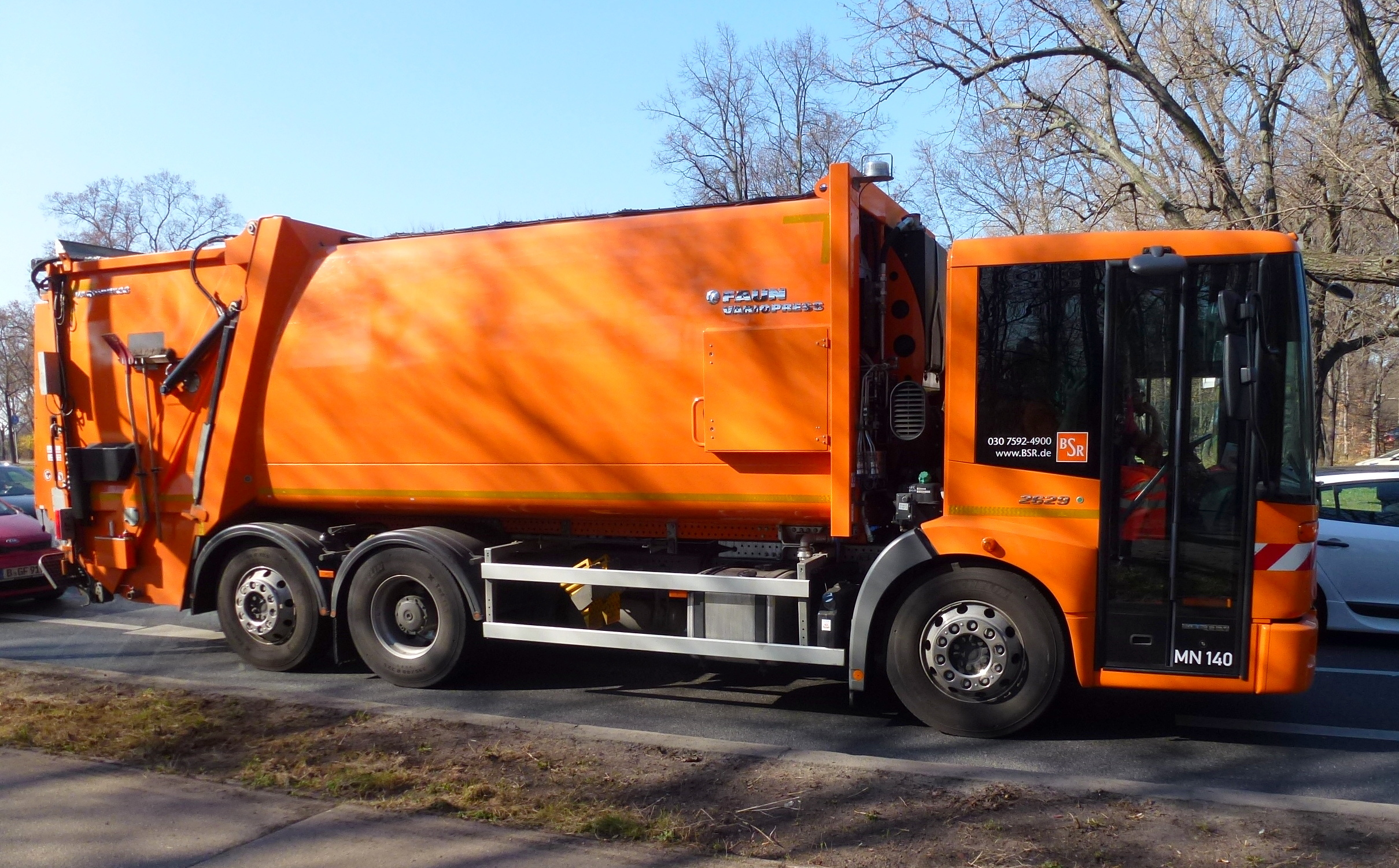
Müllwagen der BSR
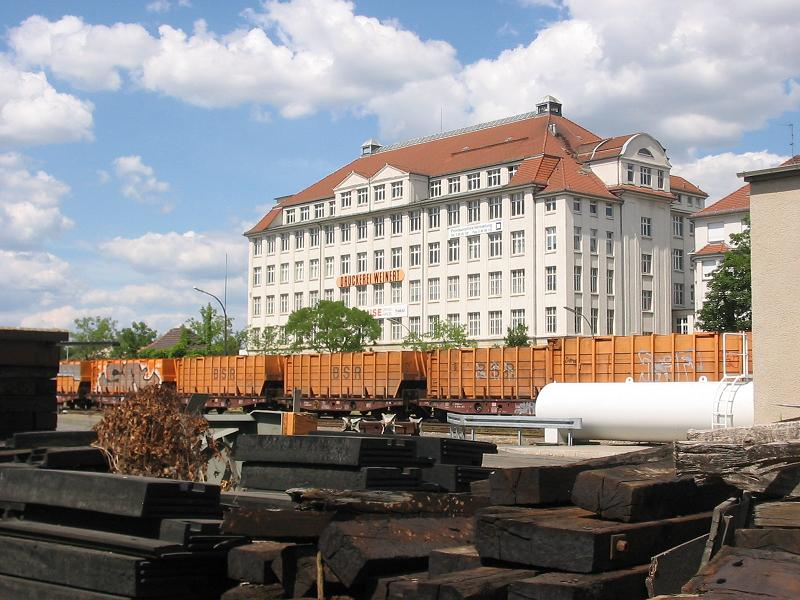
Güterbahnhof Teltowkanal, Zug mit Containern der BSR (Hausmülltransporte per NME Ende 2011 eingestellt)

### Bereich Reinigung
Die Reinigung der Stadt Berlin erfolgt von fünf Regionalzentren aus. Im Bereich Flächenreinigung sind etwa 2.400 Mitarbeiter angestellt, welche bei der Straßen- und Gehwegreinigung fast 1,4 Millionen Kilometer im Jahr zurücklegen. Dabei werden täglich 23.000 Papierkörbe geleert.

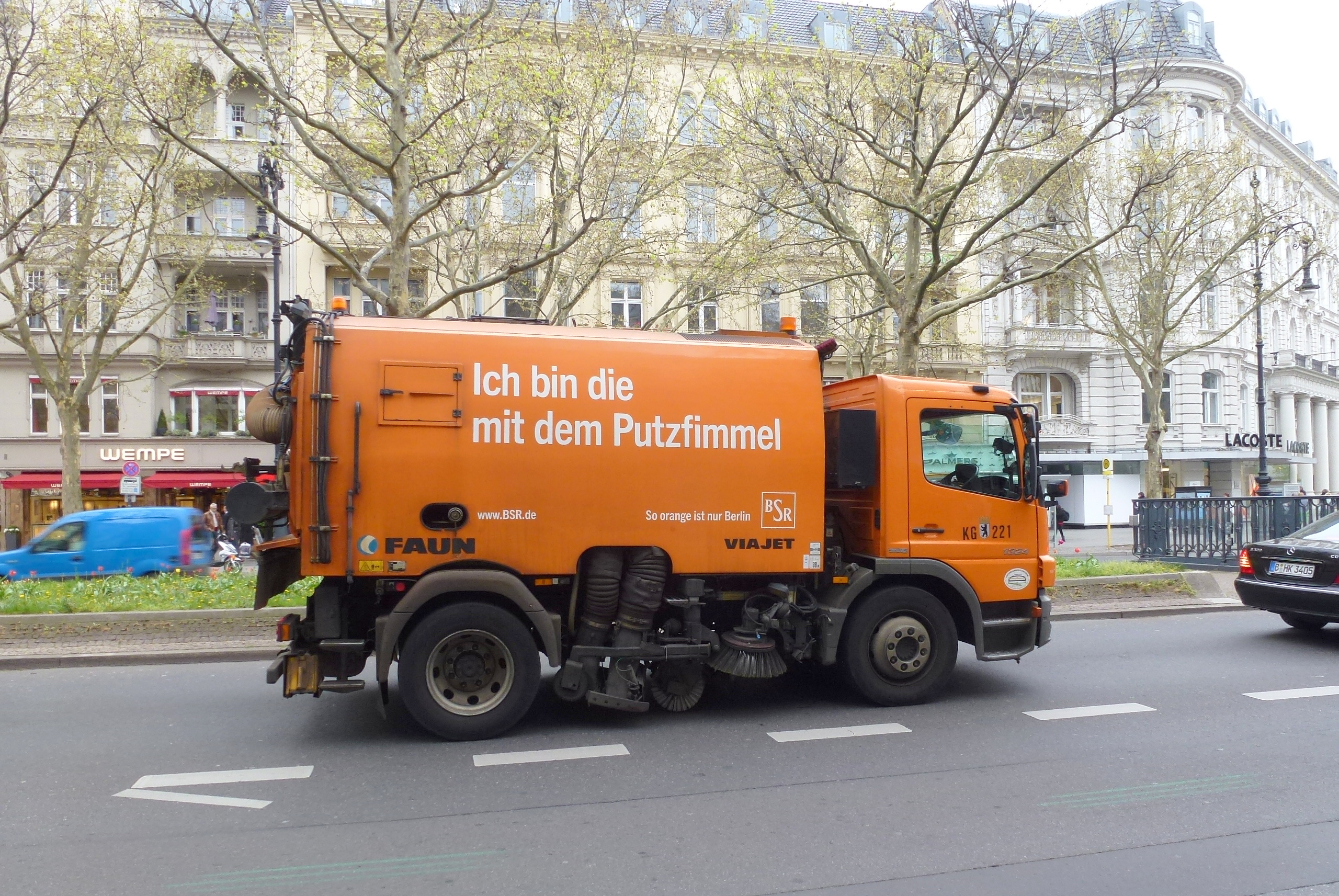
Kehrmaschine auf dem Kurfürstendamm
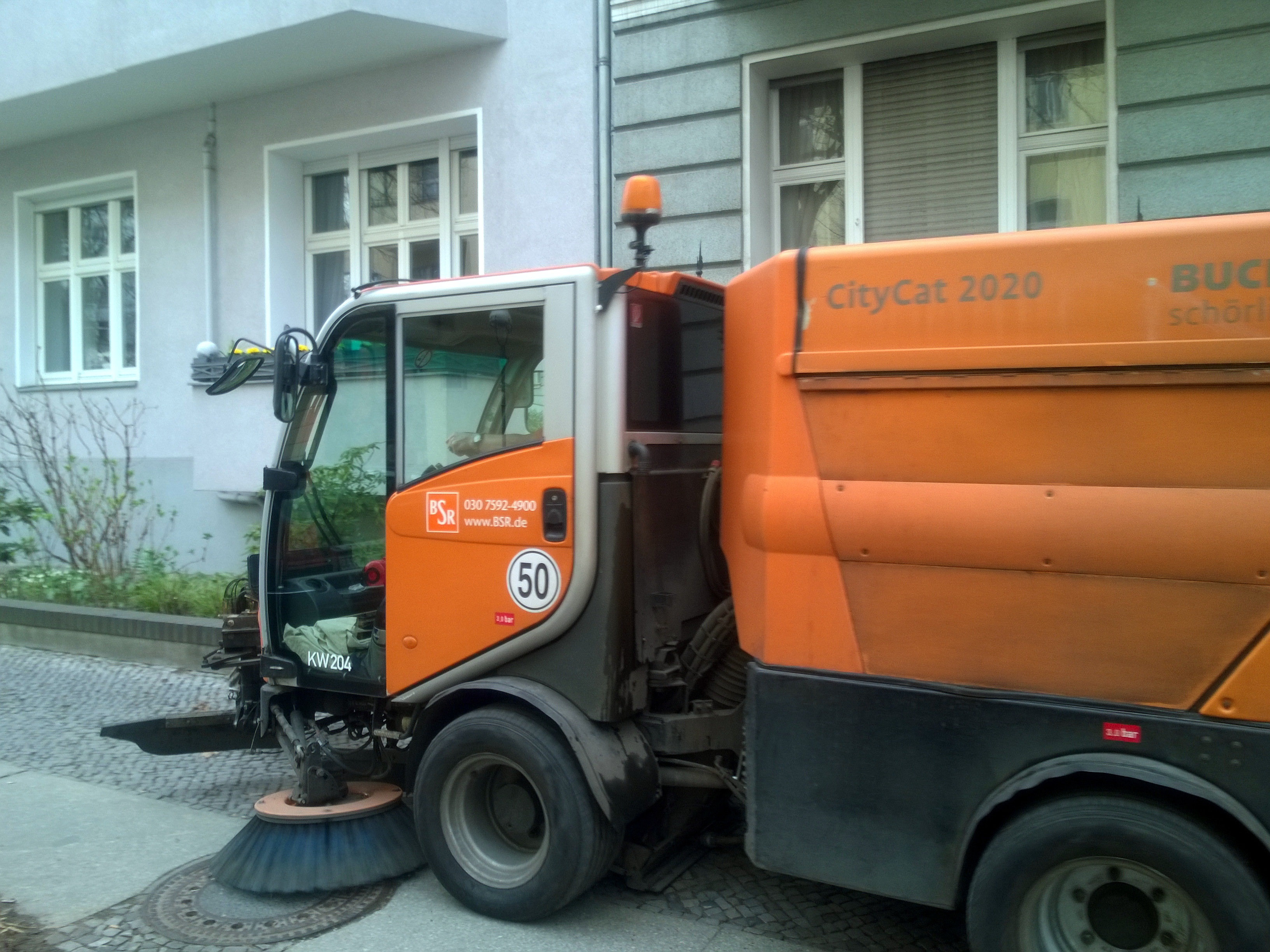
Gehweg-Kehrmaschine
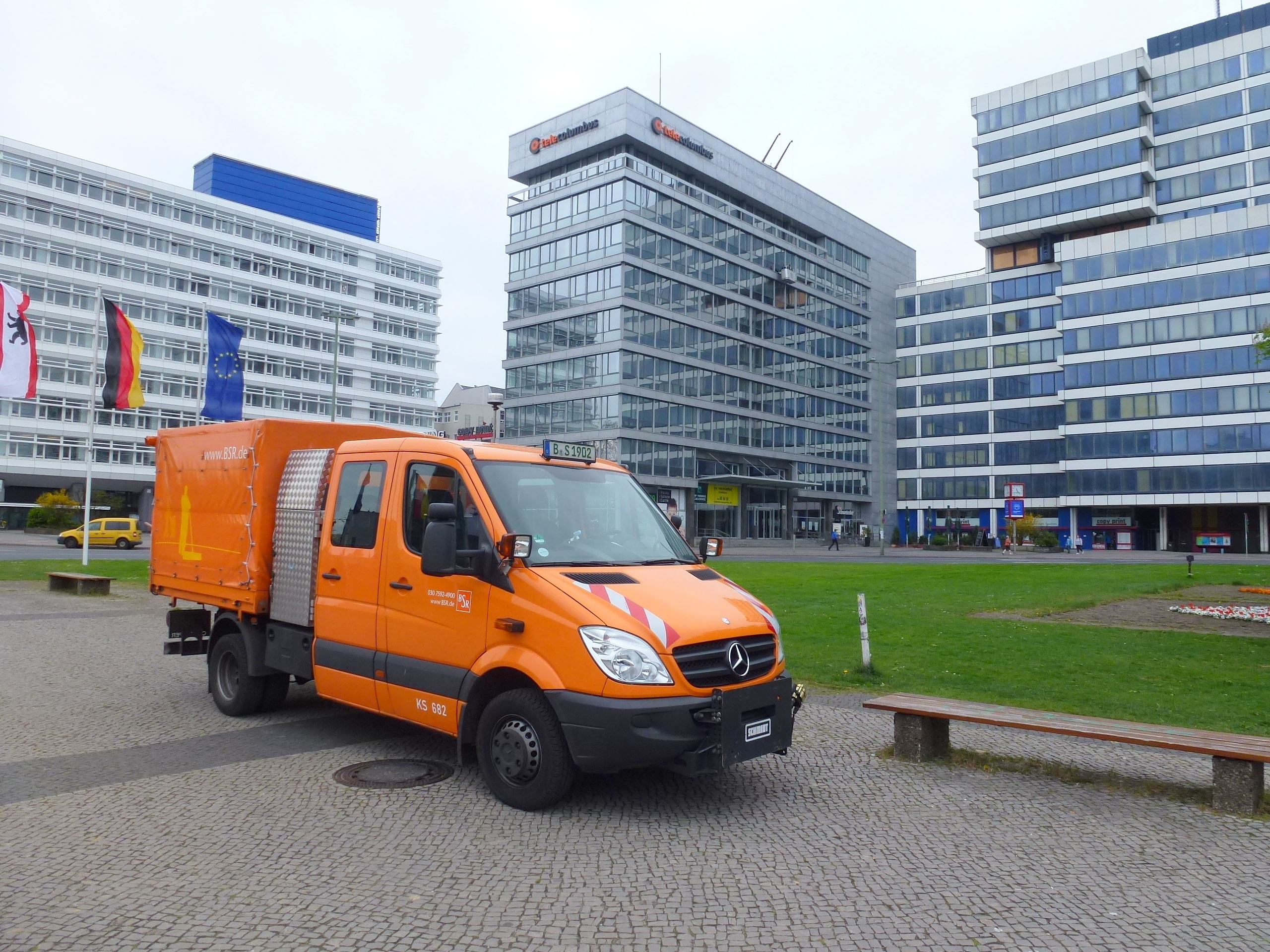
BSR Straßenreinigungs-fahrzeug

### Bereich Abfallverwertung
Das Müllheizkraftwerk (MHKW) und die Biogasanlage in Ruhleben sowie die Abfallumladestation Süd/Gradestraße sind Eigentum der BSR.
Das MHKW wurde im Zuge des Baus der Berliner Mauer 1961 geplant und ging 1967 im Betrieb. Im Müllheizkraftwerk werden knapp über 41 % der von der BSR eingesammelten Abfälle thermisch behandelt und dabei Dampf erzeugt. Dieser wird im angrenzenden Heizkraftwerk Reuter West zu Fernwärme und Strom umgewandelt. Ferner entsteht Metallschrott, welcher sortiert und verkauft wird, und Schlacke, welche zur Deponieabdeckung verwendet wird.
In zwei Anlagen zur Mechanisch-Physikalischen-Stabilisierung (MPS) in Pankow und Reinickendorf werden rund 26 % der Abfälle, primär aus Straßensammlung, stofflich in wiederverwertbare Komponenten getrennt. Nicht wiederverwertbare Materialien werden hier zu Pellets als Brennstoff in Kraftwerken verarbeitet.
Seit 2013 ist die Biogasanlage Ruhleben in Betrieb. Hier werden pro Jahr 60.000 Tonnen Bioabfall aus den Haushalten Berlins zu Biogas verarbeitet. Das Biogas wird zum Betrieb der rund 150 gasbetriebenen Müllfahrzeuge der BSR verwendet.
Außerdem betreut die Abfallverwertung zahlreiche Deponien in und um Berlin, die Altablagerungen beinhalten.

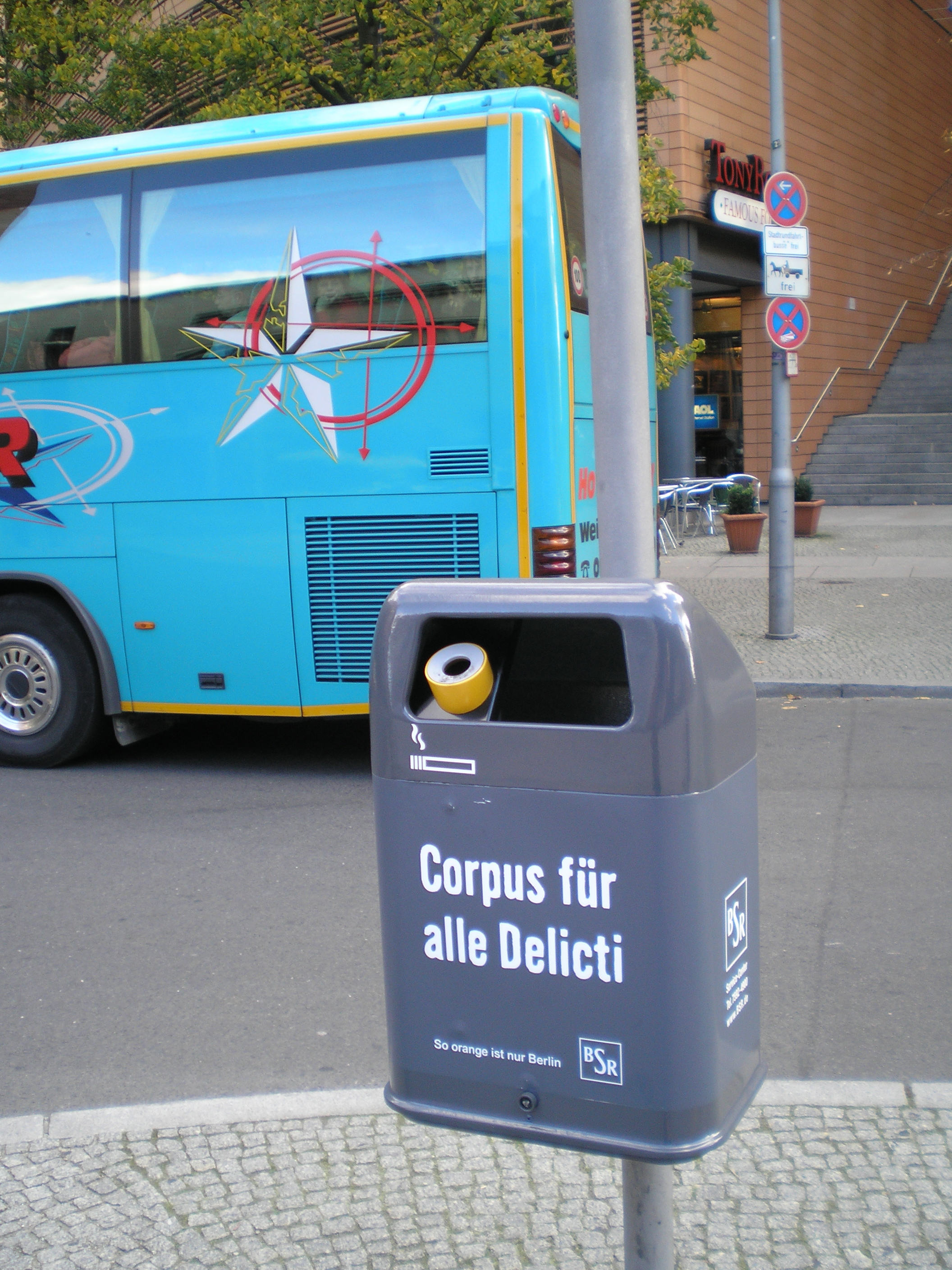
BSR-Abfalleimer
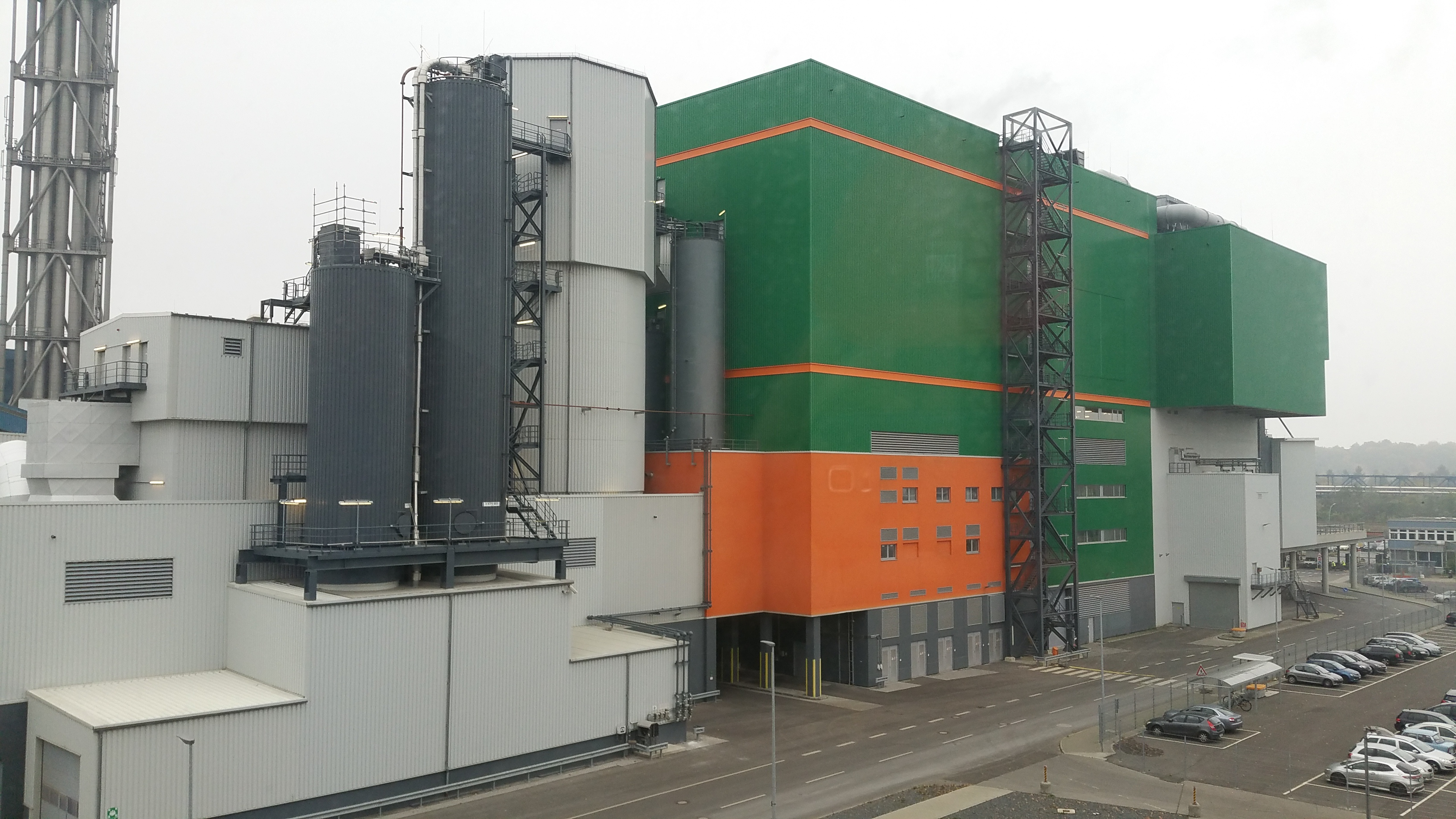
Müllheizkraftwerk Ruhleben
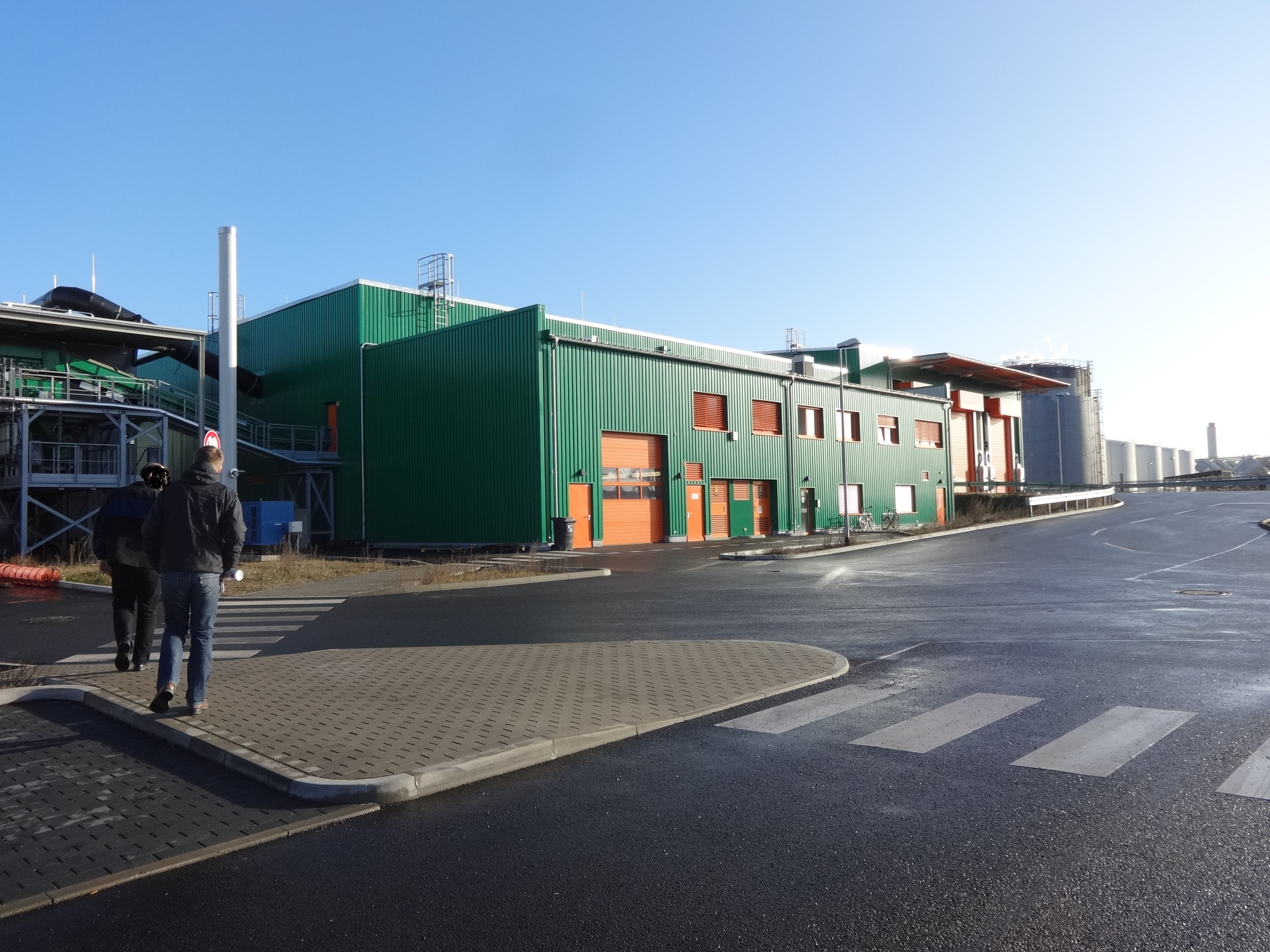
Biogasanlage Ruhleben